# فابیانو فونتانلی
فابیانو فونتانلی (ایتالیایی: Fabiano Fontanelli؛ زادهٔ ۲۴ آوریل ۱۹۶۵) دوچرخه‌سوار اهل ایتالیا است.